# H̨
Cette page contient des caractères spéciaux ou non latins. S’ils s’affichent mal (▯, ?, etc.), consultez la page d’aide Unicode.
H̨ (minuscule : h̨), ou H ogonek, est un graphème utilisé dans la romanisation de l’avestique. Il s’agit de la lettre H diacritée d’un ogonek.

## Utilisation
A. V. Williams Jackson utilise le h ogonek dans la transcription de l’avestan en 1890.

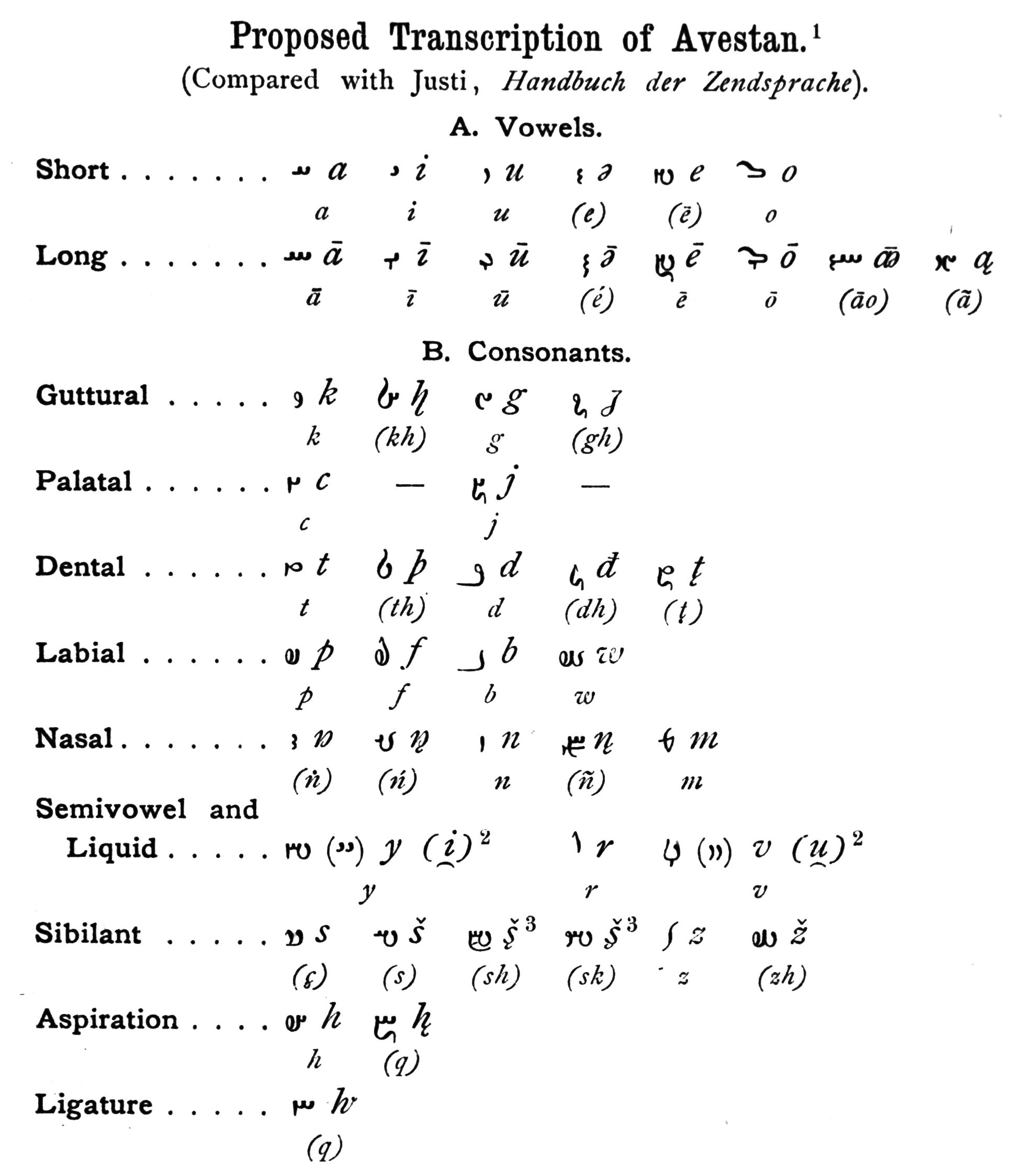
Tableau de transcription de l’avestan proposée dans Jackson 1890.

## Représentations informatiques
Le H ogonek peut être représenté avec les caractères Unicode suivants :
- décomposé (latin de base, diacritiques) :

| formes    | représentations | chaînes de caractères | points de code | descriptions                                 |
| --------- | --------------- | --------------------- | -------------- | -------------------------------------------- |
| majuscule | H̨               | H◌̨                    | U+0048 U+0328  | lettre majuscule latine h diacritique ogonek |
| minuscule | h̨               | h◌̨                    | U+0068 U+0328  | lettre minuscule latine h diacritique ogonek |